# Ro (kana)
Ro (romanização do hiragana ろ ou katakana ロ) é um dos kana japoneses que representam um mora. No sistema moderno da ordem alfabética japonesa (Gojūon), ele ocupa a 43.ª posição do alfabeto, entre Re e Wa. Facilmente confundido com 口 que significa "boca". 
| Forma                   | Romaji          | Hiragana                   | Katakana                   |
| ----------------------- | --------------- | -------------------------- | -------------------------- |
| Normal r- (ら行 ra-gyō) | ro              | ろ                         | ロ                         |
| Normal r- (ら行 ra-gyō) | rou roo rō, roh | ろう, ろぅ ろお, ろぉ ろー | ロウ, ロゥ ロオ, ロォ ロー |

## Formas alternativas
No Braile japonês, ろ ou ロ são representados como:
| － | ●  |
| ●  | ●  |
| － | － |

O Código Morse para ろ ou ロ é: ・−・−

## Traços

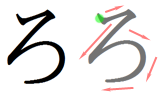
Seqüência de traços para escrita do ろ

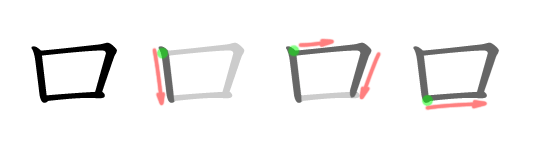
Seqüência de traços para escrita do ロ